# Saint-Maurice-en-Cotentin
Saint-Maurice-en-Cotentin is een gemeente in het Franse departement Manche (regio Normandië) en telt 275 inwoners (2004). De plaats maakt deel uit van het arrondissement Cherbourg-Octeville.

## Geografie
De oppervlakte van Saint-Maurice-en-Cotentin bedraagt 7,5 km², de bevolkingsdichtheid is 36,7 inwoners per km².
De onderstaande kaart toont de ligging van Saint-Maurice-en-Cotentin met de belangrijkste infrastructuur en aangrenzende gemeenten.

## Demografie
Onderstaande figuur toont het verloop van het inwonertal (bron: INSEE-tellingen).

1. ↑  Populations de référence 2022.